# Berlin-Altglienicke
Altglienicke ist ein Berliner Ortsteil im Bezirk Treptow-Köpenick. Bis zur Verwaltungsreform 2001 war es ein Ortsteil des Bezirks Treptow. Die historische Gemeinde Altglienicke des ausgehenden 19. Jahrhunderts geht auf das Dorf Glinik (von slawisch glina = ‚Lehm‘) aus dem 14. Jahrhundert zurück.
Altglienicke ist von Grundstückssiedlungen am Falkenberg und einem Neubaugebiet bei Falkenhöhe in Richtung des Flughafens Berlin Brandenburg geprägt. Altglienicke gehört zum ältesten Siedlungsgebiet des Bezirks Treptow-Köpenick.

## Geographie
Altglienicke liegt im Südosten Berlins nahe dem Flughafen Berlin Brandenburg. Der Ortsteil befindet sich nordwestlich des knapp 60 m hohen Falkenbergs. Der Falkenberg und die 1962 eröffnete S-Bahn-Strecke nach Schönefeld trennen Altglienicke nach Südosten vom Ortsteil Bohnsdorf. Nach Norden bildet der Teltowkanal die Grenze zum Ortsteil Adlershof. Westlich schließt sich der Ortsteil Rudow im Bezirk Neukölln an. Im Süden liegt hinter der Berliner Landesgrenze zum Land Brandenburg die Gemeinde Schönefeld im Landkreis Dahme-Spreewald.
Der Ortsteil wird topografisch vom Übergang des Höhenzuges Teltow zum Berliner Urstromtal, der sogenannten „Hangkante“, durchzogen. Daher liegt umgangssprachlich der historische Ortskern „vor“ oder „unter dem Berg“, die weiteren, erst später erschlossenen Siedlungsgebiete nach Süden hin „am“ oder „auf dem Berg“. Östlich des 1951 von der Reichsbahn errichteten Berliner Außenrings befindet sich die einst vor allem von Villen geprägte Altglienicker Ortslage Falkenberg.
Altglienicke besteht darüber hinaus aus zahlreichen Siedlungen mit eigenem Charakter, im Wesentlichen Spreetal, Altglienicker Höhe, Grüneck, Sachsenberg, Falkenhöhe, Altglienicker Grund und Preußensiedlung. Diese – aus der Flur kommenden – Bezeichnungen spiegeln sich noch heute in verschiedenen Straßennamen wider.
Ab Ende der 1980er Jahre entstanden auf bis dahin landwirtschaftlich genutzten Flächen größere Neubausiedlungen, die über eigene Bezeichnungen verfügen. Das noch zu DDR-Zeiten zwischen 1987 und 1990 in Plattenbauweise errichtete Gebiet an der Schönefelder Chaussee wird als Kosmosviertel bezeichnet. Nach 1990 entstanden als weitere Neubaugebiete das Kölner Viertel, das Ärztinnenviertel und das Anne-Frank-Carrée. Die Namen nehmen Bezug auf die in den Vierteln vorherrschenden Straßennamen.

## Geschichte

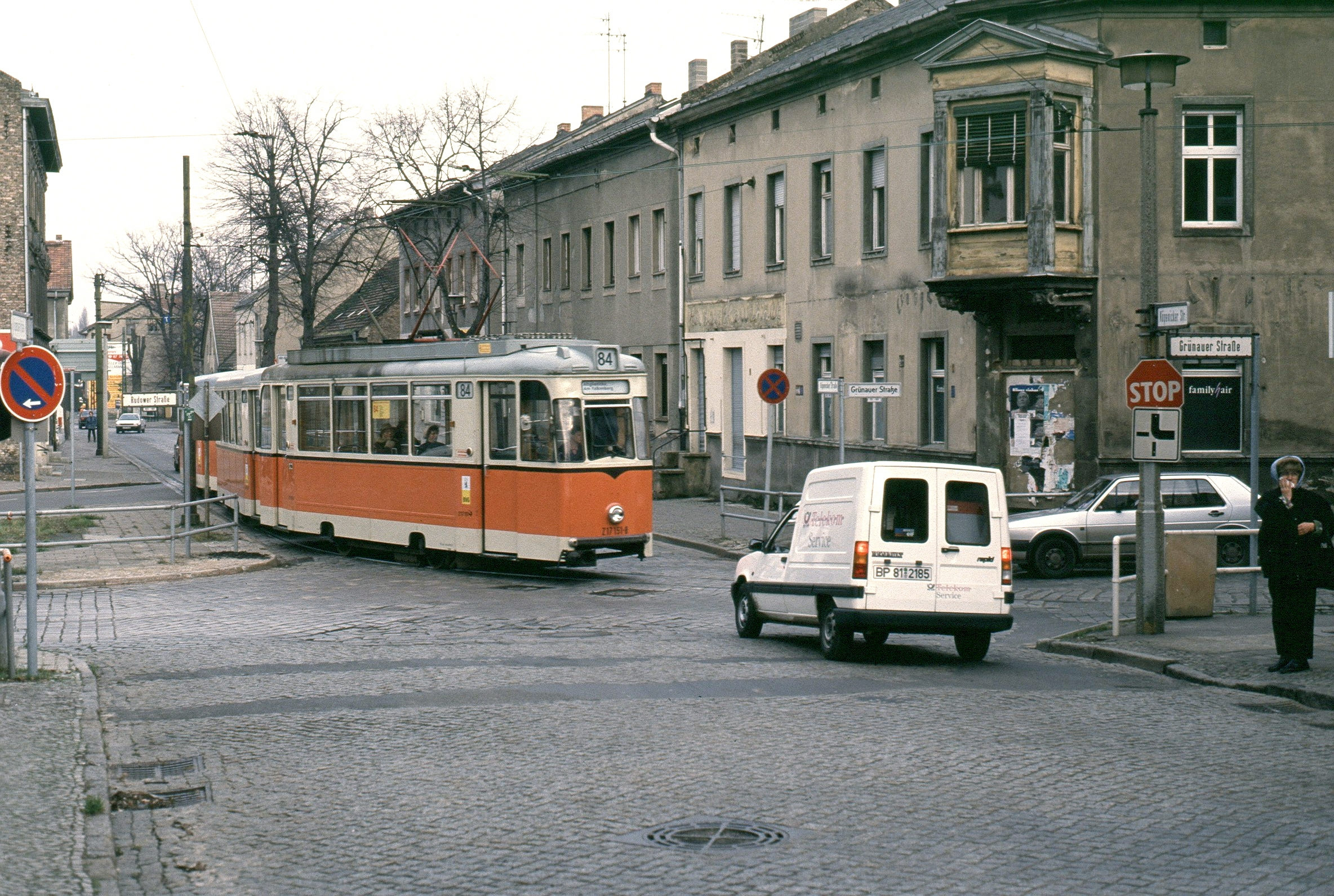
Altglienicke 1992 (noch mit Straßenbahn)

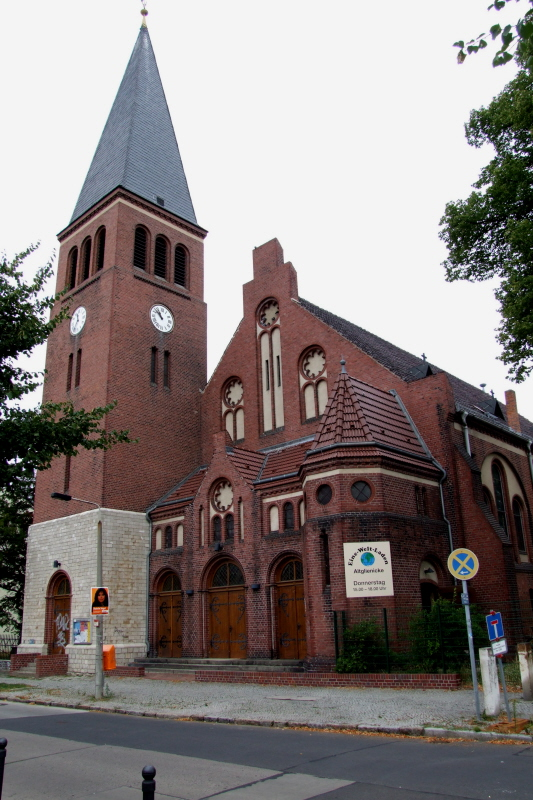
Pfarrkirche

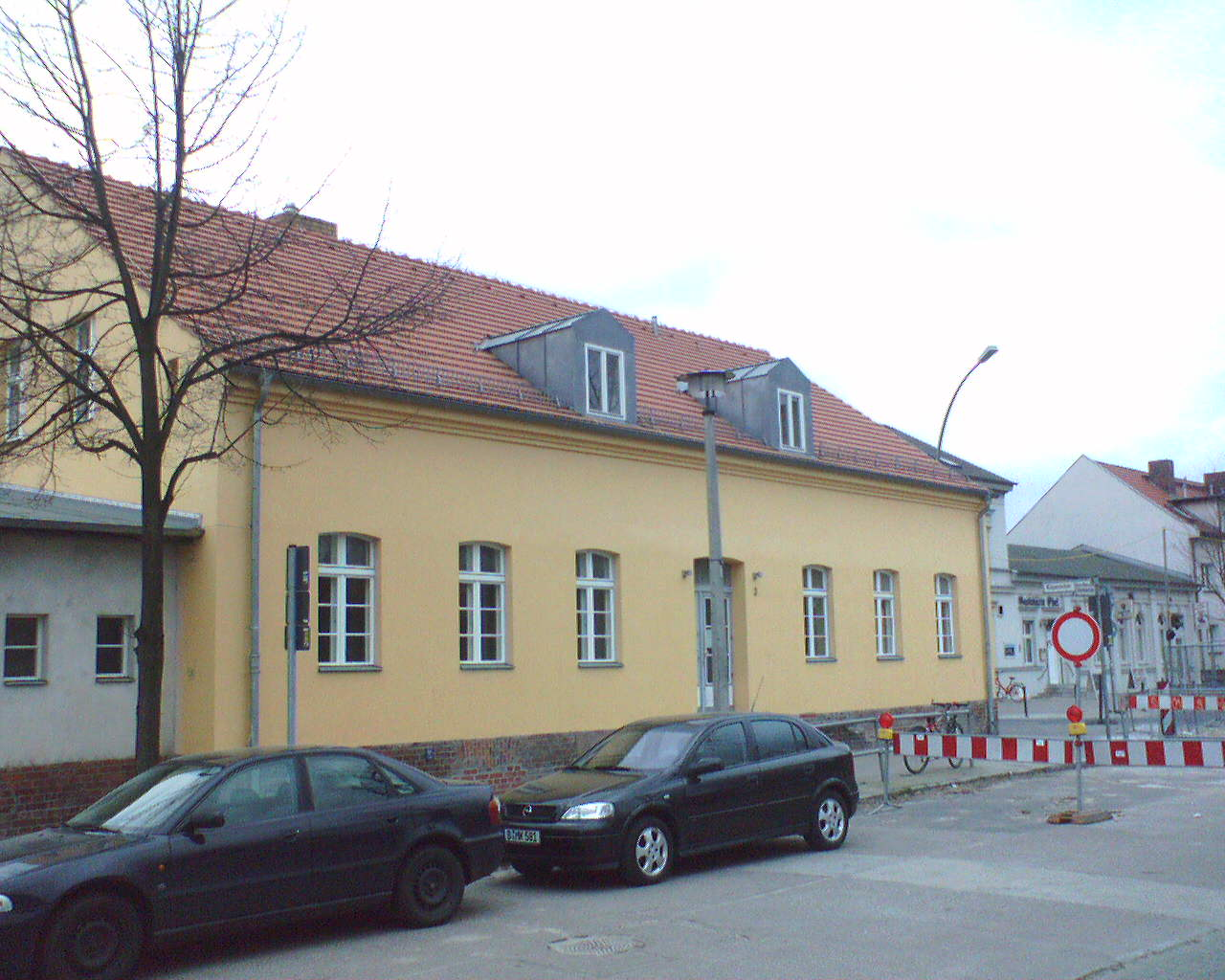
Alte Dorfschule Besenbinderstraße

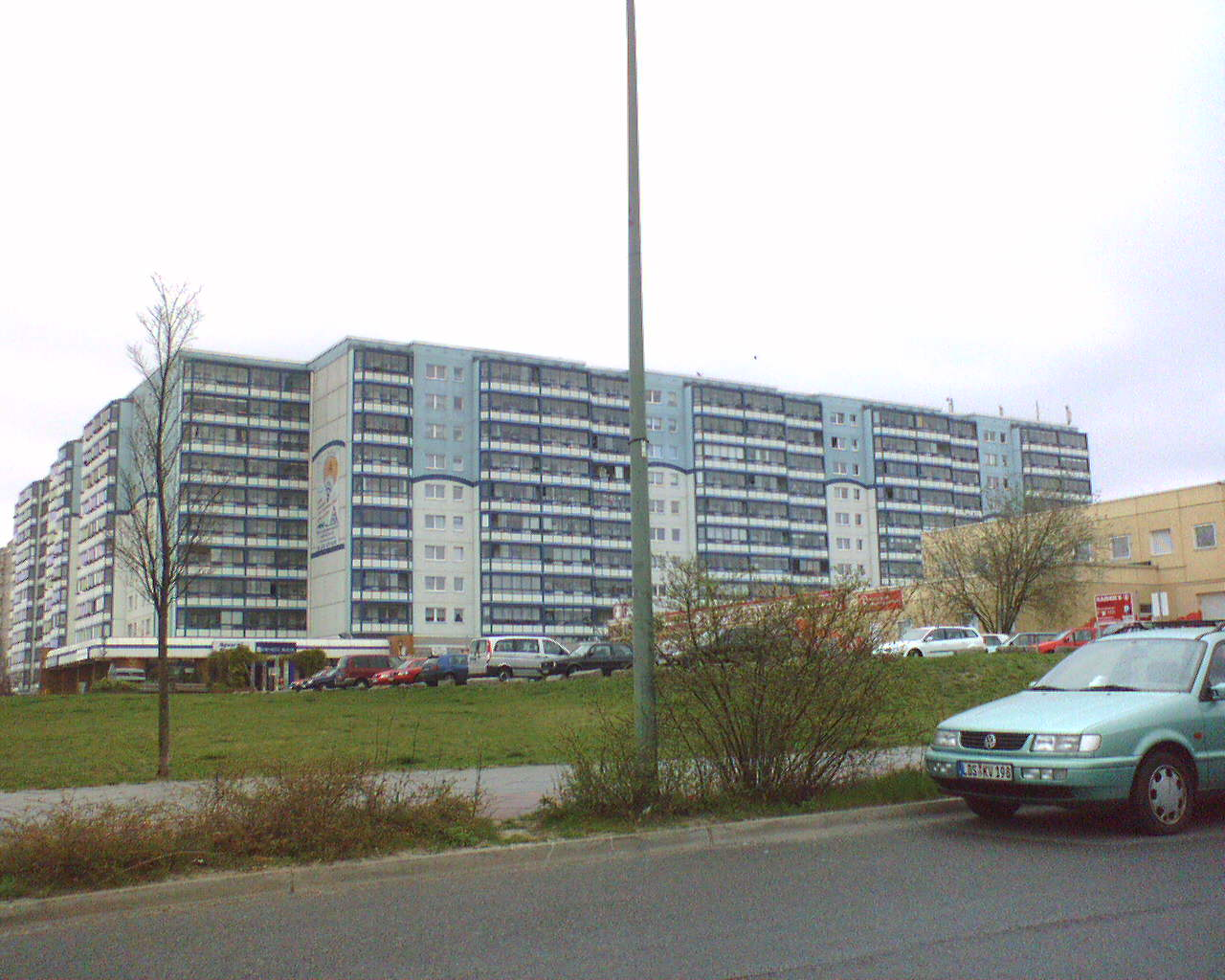
Neubaugebiet Kosmosviertel

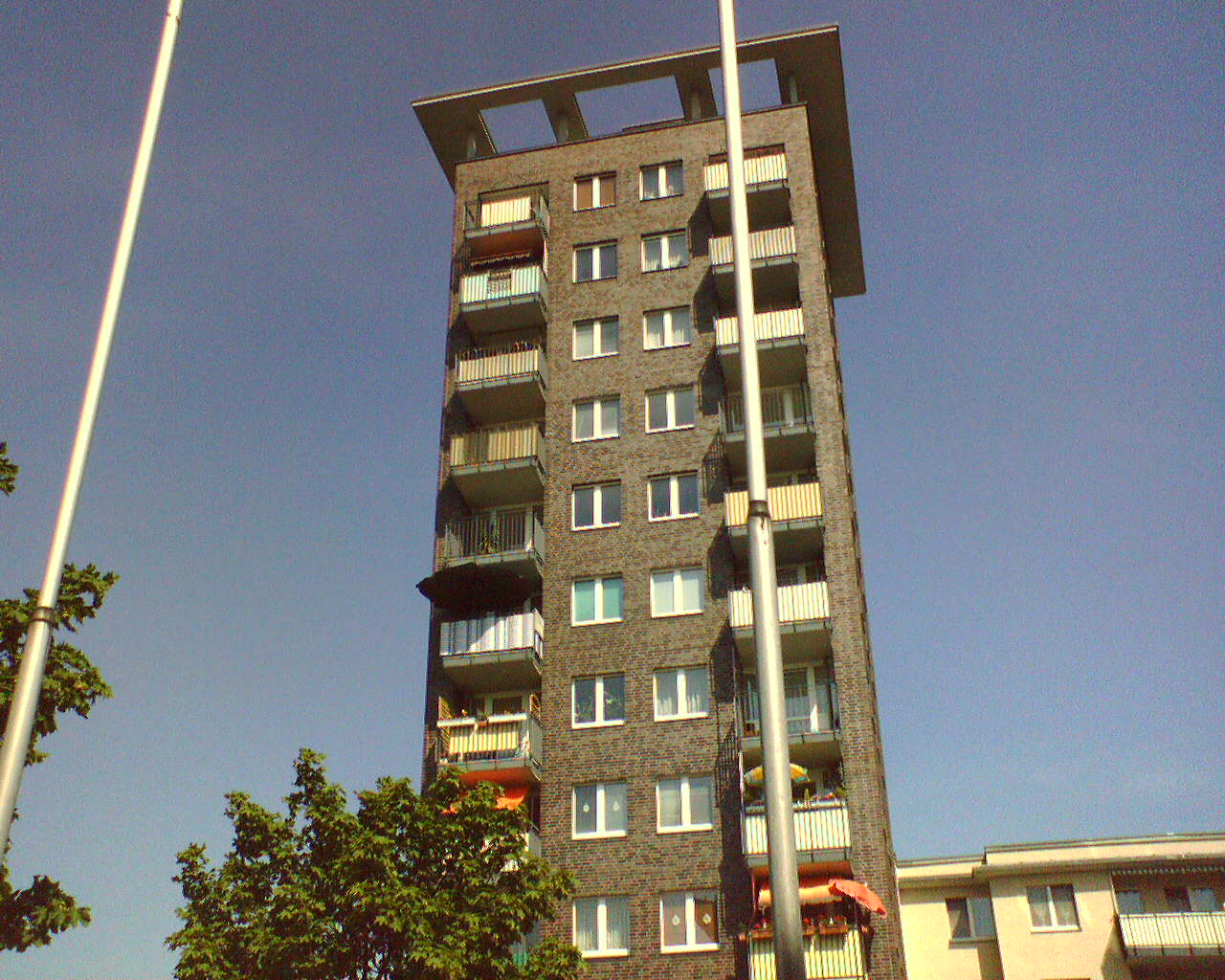
Höchstes Haus Altglienickes im Kölner Viertel, genannt „Campanile“

Anhand der Funde von Herdstellen im Bereich der Ortslage Falkenberg sind in der Altglienicker Region erste menschliche Siedlungen aus der Bronzezeit ab 2000 v. Chr. belegt. Etwa im 9. Jahrhundert n. Chr. lösten slawische Wenden im Rahmen der Völkerwanderung die bisher hier siedelnden germanischen Semnonen ab. Im mittelalterlichen Dorfbereich von Alt-Glienicke sind bisher keine slawischen Siedlungsspuren gefunden worden.
Deutsche Zuzügler gründeten Alt-Glienicke vermutlich um 1230 als ein Straßendorf. Es wurde 1375 im Landbuch Karls IV. erstmals urkundlich als Glinik/Glyneke erwähnt, und zwar mit 49 Hufen, davon vier Pfarrhufen. Berktzow und Musolf (Bürger in Berlin/Kölln oder ritterliche Vasallen?) hatten je 16 abgabenfreie Hufe mit Ansprüchen auf Abgaben vom Krug und zwölf Kossätenhöfen. Der Markgraf hatte hier keine Ansprüche mehr. 1417 wurde ein Wohnhof Musolfs erwähnt; Alt-Glienicke war inzwischen Rittersitz geworden. 1450 besaß Musolf schon 27 Hufe. Allerdings waren inzwischen der Krug sowie zwei Kossätenhöfe wüst gefallen. 1628 musste Glienicke versteigert werden. Nach dem Dreißigjährigen Krieg gab es 1652 nur noch Kossäten, nämlich acht, sowie einen Schulzen.
Glienicke kam 1704 als Vorwerk zum Amt Cöpenick. Es gab jetzt auch eine Amtswindmühle. Die Besitzer wechselten regelmäßig (Joachim von der Groeben, Kaspar von Klitzing, Adam von List, Graf von Lynar), bis das Dorf vom Kurprinzen Friedrich (dem späteren Friedrich II.) aufgekauft und wieder in ein Vorwerk des Amtes Cöpenick verwandelt wurde. 1740 entstand unter Generalleutnant von Schlabrendorf der Gutshof Falkenberg.
Im Juli 1764 siedelten sich Kolonisten aus der Pfalz als Erbpächter an und erhielten als eigenständige Gemeinde Neu-Glienicke weitgehende Sonderrechte. Alt-Glienicke und Neu-Glienicke wurden per Erlass vom 17. April 1893 zur Gemeinde Alt-Glienicke vereinigt. 1894/1895 entstand an der Stelle des barocken Vorgängerbaus einer Dorfkirche die heutige evangelische Pfarrkirche im Stil der Neoromanik. In den Jahren 1905/1906 wurde der Bau des Altglienicker Wasserturms sowie das Wasserwerk vollendet. Zeitgleich kam es zur Fertigstellung des Teltowkanals. Im Jahr 1909 wurde die Straßenbahn Adlershof–Altglienicke eröffnet und bis 1992 betrieben. 1913 wurde die Gartenstadt Falkenberg nach Plänen des Architekten Bruno Taut erbaut.
Im Jahr 1920 wurde Alt-Glienicke mit 5028 Einwohnern nach Groß-Berlin in den neu geschaffenen Bezirk Treptow eingemeindet. Ab den 1930er Jahren kam es zur Parzellierung und Besiedlung weiterer Bereiche des heutigen Siedlungsgebietes. Im Frühjahr 1951 wurde der Ortsteil mit dem Bau einer Bahntrasse (Berliner Außenring) quer durch das Siedlungsgebiet zerschnitten; viele Bewohner verloren dabei ihre Grundstücke und Häuser.
Im April 1956 wurde in der Nähe der Schönefelder Chaussee ein amerikanischer Spionagetunnel zur Abhörung von Telefonleitungen des Hauptquartiers der Sowjetischen Militäradministration in Karlshorst entdeckt (Operation Gold).
Nach Errichtung größerer Neubausiedlungen ab 1987 lag die Einwohnerzahl Anfang der 2000er Jahre bei rund 26.000.

## Bevölkerung
| Jahr | Einwohner |
| ---- | --------- |
| 1858 | 00.869 1  |
| 1871 | 01.300 2  |
| 1885 | 01.666 3  |
| 1895 | 3.273     |
| 1900 | 3.751     |
| 1910 | 4.066     |
| 1919 | 5.028     |

| Jahr | Einwohner |
| ---- | --------- |
| 1925 | 05.483    |
| 1939 | 12.170    |
| 1946 | 12.110    |
| 1950 | 12.536    |
| 1963 | 09.887    |
| 1991 | 12.741    |
| 2000 | 25.924    |

| Jahr | Einwohner |
| ---- | --------- |
| 2007 | 26.042    |
| 2010 | 26.284    |
| 2015 | 27.500    |
| 2020 | 29.595    |
| 2021 | 30.539    |
| 2022 | 31.594    |
| 2023 | 32.720    |
| 2024 | 33.159    |

Quelle ab 2007: Statistischer Bericht A I 5. Einwohnerregisterstatistik Berlin. Bestand – Grunddaten. 31. Dezember. Amt für Statistik Berlin-Brandenburg (jeweilige Jahre)

## Sehenswürdigkeiten
- Evangelische Pfarrkirche Altglienicke (1894–1895)
- Wasserwerk Altglienicke mit dem Wasserturm Altglienicke (1905–1906)
- Grundschule am Berg, erbaut als Gemeindeschule (1912–1913)
- Gartenstadt Falkenberg von Bruno Taut, sogenannte „Tuschkasten-Siedlung“ (1913–1915)
- Katholische Pfarrkirche Maria Hilf (1937)
- Evangelisches Ernst-Moritz-Arndt-Gemeindeheim, sogenannte „Zwiebelturmkirche“ (1937)
- Evangelischer Friedhof Altglienicke (1884)
- Städtischer Friedhof Altglienicke (1911)
- Neuapostolische Kirche (1930)
- Altglienicke-Museum (gegründet 1991)[10]
- Landschaftspark Rudow-Altglienicke (2007–2009)

## Verkehr

### Öffentlicher Personennahverkehr
Im Süden Altglienickes an der Grenze zu Bohnsdorf verläuft die Bahnstrecke Grünauer Kreuz–Schönefeld mit den S-Bahnhöfen Altglienicke und Grünbergallee. Das Grünauer Kreuz, ein Eisenbahnkreuz mit zahlreichen Verbindungskurven, liegt zum Teil im Ortsgebiet Altglienickes.
Im Ortsteil verkehren fünf Buslinien der BVG (160, 162, 163, 164, 260).

### Individualverkehr
Die Straße Am Seegraben (Bundesstraße 96a) bildet die Ortsteilgrenze zu Bohnsdorf. An ihr befindet sich die Anschlussstelle Treptow, an der die A 117 zum Waltersdorfer Dreieck beginnt. Der Straßenzug Köpenicker Straße – Schönefelder Chaussee durchzieht den Ortsteil von Nordosten nach Südwesten und verbindet Adlershof mit der Gemeinde Schönefeld im brandenburgischen Landkreis Dahme-Spreewald.
Entlang der westlichen Ortsgrenze zu Rudow entstand (zum Teil in Tunnellage) auf dem ehemaligen Mauerstreifen ein Abschnitt der A 113 als Verbindung von der Stadtautobahn A 100 zum Flughafen Schönefeld. Die Eröffnung fand im Mai 2008 statt. Als Ausgleichsmaßnahme für die damit verbundene Flächenversiegelung wurde im weiteren Umfeld der Landschaftspark Rudow-Altglienicke gestaltet. Anschlussstellen in Altglienicke hat die A 113 nicht.

## Bildung
- Anne-Frank-Gymnasium (ehemals: Gebäude der Pierre-Laplace-Realschule)[11]
- Grundschule am Berg[12]
- Grundschule am Mohnweg (16. Grundschule)[13]
- Grundschule am Pegasuseck[14]
- Schule am Altglienicker Wasserturm

## Öffentliche Einrichtungen
- Leistungszentrum Sportschießen
- Bürgerhaus Altglienicke (Bibliothek, Jugendtreff, Seniorenzentrum, Info-Punkt)[15]
- Abenteuerspielplatz Waslala
- Kinder- und Jugendzirkus Cabuwazi
- Jugendfreizeiteinrichtung Fairness
- Sportplatz „Alter Schönefelder Weg“ (Stadion Altglienicke)
- Freiwillige Feuerwehr Altglienicke
- Evangelische Kirchengemeinde Altglienicke[16]
- Katholische Kirchengemeinde „Maria Hilf“ Altglienicke fusionierte 2004 mit der Pfarrei Christus König
- Neuapostolische Kirchengemeinde Grünau-Altglienicke

## Persönlichkeiten
- Erwin Bennewitz (1902–1980), Bezirksbürgermeister des Bezirks Treptow, lebte in Altglienicke
- Ingeburg Werlemann (1919–2010), Sekretärin von Adolf Eichmann, in Altglienicke geboren
- Kurt Wanski (1922–2012), Maler, in Altglienicke geboren
- Heinz Handschick (1931–2022), Grafiker und Illustrator, lebte in Altglienicke
- Werner Stötzer (1931–2010), Bildhauer, lebte in Altglienicke
- Albert Kosler (1933–2018), Politiker (CDU), Ortsvorsitzender in Altglienicke
- Gerhard Lahr (1938–2012), Maler und Grafiker, lebte in Altglienicke
- Brigitte Handschick (1939–1994), Malerin und Grafikerin, lebte in Altglienicke
- Roland Neudert (* 1939), Schlagersänger, lebt in Altglienicke
- Petra Kusch-Lück (* 1948), Fernsehmoderatorin, lebt in Altglienicke
- Thomas Welz (* 1957), DDR-Oppositioneller, in Altglienicke aufgewachsen